# Judentum in Albanien

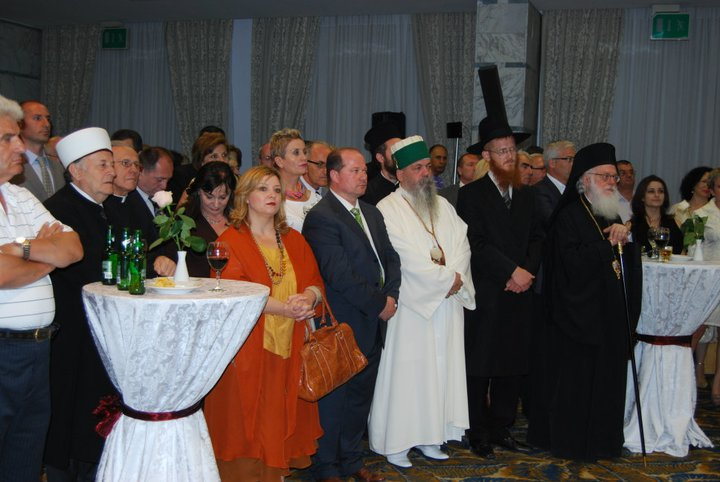
Vertreter verschiedener Religionen in der Synagoge Tirana – darunter Großmufti Selim Muça, Baba Edmond Brahimaj und Erzbischof Anastasios Yannoulatos – bei der Feier des 63. Gründungstags des Staats Israel

Das Judentum in Albanien (albanisch Judaizmi në Shqipëri) hat eine lange Geschichte: Erste Juden kamen in der Spätantike in das Gebiet, das heute die Republik Albanien bildet. Ihre Zahl war aber immer klein, und heute leben nur noch ein paar Dutzend Juden im Land, nachdem die große Mehrheit ausgewandert ist. Deutlich größer war die Zahl der Juden während des Zweiten Weltkriegs, als zahlreiche Juden in Albanien Zuflucht fanden; Einheimische schützten sie und versteckten sie vor den Truppen der Wehrmacht.

## Geschichte

### Antike

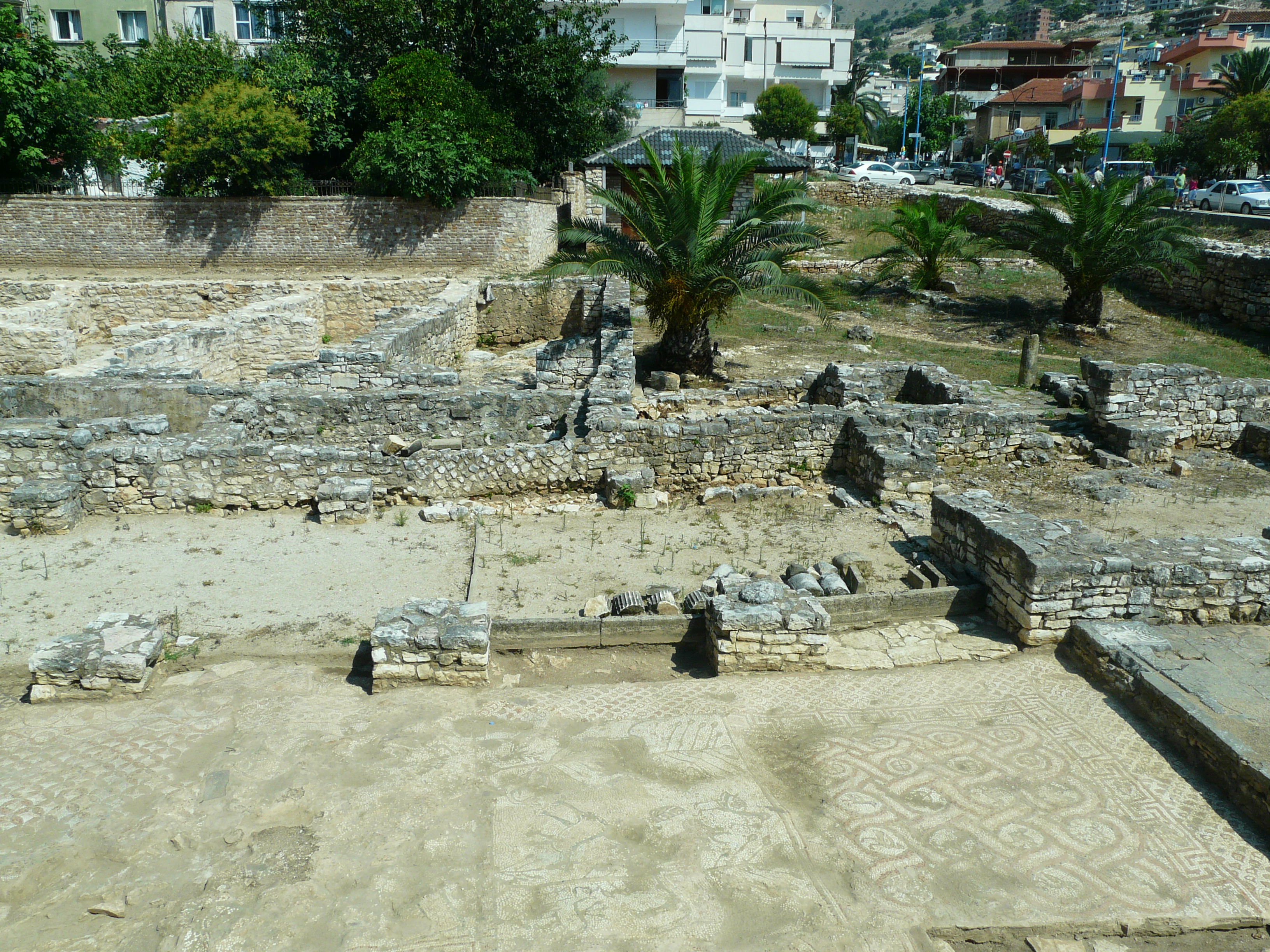
Ruinen der alten Synagoge von Saranda

Die albanischen Juden zählen sich zu den Romanioten, die schon seit 2000 Jahren in Griechenland und angrenzenden Gebieten leben.
Eine Legende besagt, dass die ersten Juden in der Region landeten, als ein römischer Sklaventransport aus Palästina an der albanischen Küste strandete und die jüdischen Sklaven von Bord fliehen konnten. Flavius Josephus berichtete von einigen Dörfern in Nordalbanien, die gänzlich von Juden bewohnt waren. Bei anderen Dörfern verweist der Name auf eine nahöstliche Herkunft, so Palasa (Palästina) und Orikum (Jericho).
Im Zentrum der südalbanischen Stadt Saranda wurden Reste einer antiken Synagoge aus dem 4. Jahrhundert gefunden. Ein Mosaik mit Menora beweist, dass der Bau ursprünglich als jüdisches Gotteshaus genutzt wurde. Auch Reste einer Mikwe wurden identifiziert. Vermutlich noch vor dem Ende des 4. Jahrhunderts wurde die Synagoge in eine Kirche umgewandelt. Andere Quellen datieren den Bau rund 100 bis 200 Jahre später. Diese Funde lassen auf eine große und wohlhabende jüdische Gemeinschaft im antiken Oncheasmos schließen.

### Spätere Einwanderungswellen
Eine weitere Gruppe von Juden kam im 14. Jahrhundert aus Thessaloniki nach Albanien. Verschiedene Belege aus dieser Zeit erwähnen jüdische Salzhändler in der Hafenstadt Durrës.
Eine größere Einwanderungswelle erfolgte im 15. Jahrhundert, als Sepharden sich nach der Vertreibung der Juden aus Spanien in Albanien niederließen. Albanien wurde damals osmanisch, weshalb viele Christen nach Italien flüchteten, während der Sultan Juden einlud, sich in seinem Reich niederzulassen. Die Juden siedelten vor allem in Vlora – mit 2000 Personen stellten sie die Hälfte der Bewohner der Stadt. 1520 gab es 609 jüdisch bewohnte Häuser in der Stadt, sechs Mal so viele wie noch 16 Jahre zuvor. Es existierte eine Synagoge und ein jüdischer Friedhof. Als Händler breiteten sie sich auch nach Elbasan und Berat aus. Ende des 16. Jahrhunderts verließen aber die meisten Juden aus unbekannten Gründen Vlora. Jedenfalls waren sie als Dhimmi im Osmanischen Reich auch immer wieder Übergriffen und Schikanen ausgesetzt. Diverse Toponyme und Gräber im ganzen Land verweisen auf eine zwischenzeitlich recht große jüdische Präsenz.
In den 1850er Jahren zogen vermehrt Juden aus den größeren Gemeinden in den Städten Ioannina und Preveza – heute in Nordgriechenland, damals auch Teil des Osmanischen Reichs und des albanischen Siedlungsgebiets – nach Vlora. In der Regel waren es nur Männer, die später ihre Familien nachholten. Mit der Zeit siedelten Juden auch in den Städten Delvina und Gjirokastra, die ebenfalls zum Vilâyet Ioannina gehörten. Mit der jüdischen Gemeinschaft auf Korfu standen die albanischen Juden im regen Austausch. Anders als diese sprachen sie aber Albanisch und Griechisch. In Vlora soll es bis 1915 eine Synagoge gegeben haben, die von italienischen Truppen zerstört worden ist.

### Lokale jüdische Gemeinde
Der US-amerikanische Botschafter Herman Bernstein, selber Jude, schrieb 1934 über das Leben der Juden in Albanien:

„There is no trace of any discrimination against Jews in Albania, because Albania happens to be one of the rare lands in Europe today where religious prejudice and hate do not exist, even though Albanians themselves are divided into three faiths.“

„Es existiert in Albanien keine Spur von Diskriminierung von Juden, weil Albanien eines der wenigen Länder in Europa ist, wo keine religiöse Befangenheit oder religiöser Hass existiert, obwohl die Albaner selbst in drei Glaubensrichtungen aufgeteilt sind.“

Zwar waren die Juden im Vergleich zu anderen Ländern tatsächlich nur selten Anfeindung ausgesetzt, doch im 19. und Anfang des 20. Jahrhunderts, als das Osmanische Reich langsam auseinanderfiel und die unabhängigen Staaten Griechenland und später auch Albanien entstanden, kam es auch zu Übergriffen an und Vertreibung von Juden, so zum Beispiel 1821 in Korfu und 1897 im Griechisch-Türkischen Krieg. Den Juden wurde wiederholt Kollaboration mit den Türken vorgeworfen, so auch 1911 von nach Unabhängigkeit strebenden Albanern. 1909 wurden vier Juden von einer „griechisch-albanischen Bande“ getötet. Im gleichen Jahr fand in Ioannina ein Pogrom statt. In den 1930er Jahren wurde in Vlora bei hoher Buße verboten, Läden am Samstag zu schließen; die Juden konnten sich aber erfolgreich vor Gericht gegen die Bestimmung wehren.
Während der Zwischenkriegszeit lebten die Juden unbedrängt, weshalb sie es „das goldene Zeitalter für Juden in Albanien“ nannten. Es gelang ihnen jedoch nicht, eine neue Synagoge aufzubauen, und die jüdische Schule wurde geschlossen. Ein Haus in Vlora, das zwischenzeitlich als Synagoge diente, ist heute eine Schule. Die Rabbiner kamen meist aus Korfu. Die albanischen Juden standen auch in engem Austausch mit der großen, ca. 2000 Personen umfassenden Gemeinde in Ioannina.
1928 wurde die Religionsfreiheit in die albanische Verfassung aufgenommen. Aber erst am 2. April 1937 wurde die jüdische Gemeinde von der Regierung offiziell anerkannt. Noch heute gibt es in Vlora und Berat Straßen, die offiziell als Judenstraße bezeichnet sind.
Vor Hitlers Machtübernahme in Deutschland lebten in Albanien 33 jüdische Familien, 15 davon in Vlora, der Rest übers Land verstreut. Eine Volkszählung aus den 1930er Jahren führt 204 Juden auf, für 1937 wurden 120 Juden verzeichnet. Hinzu kamen einige Hundert ausländische Juden. Die Zahl aller Juden im Jahr 1933 wurde auf 600 bis 1800 geschätzt – genaue Angaben existieren nicht.

### Zweiter Weltkrieg

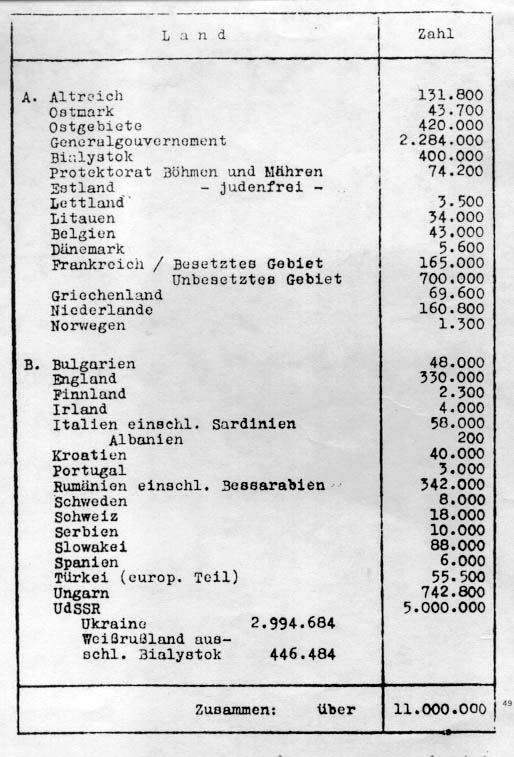
Reinhard Heydrichs Aufstellung der europäischen Juden für die Wannseekonferenz (1942). Für Albanien ist die Zahl 200 angegeben.

Aus Deutschland und Österreich flüchteten nach 1933 immer mehr Juden nach Albanien. Unter König Zogu wurden noch zu Beginn des Jahres 1939 freizügig Visa für Juden ausgestellt. Die meisten planten, über Albanien nach Übersee zu emigrieren. Mit der Zeit wurde dies aber immer schwieriger, so dass immer mehr Juden nicht mehr weiterreisen konnten und deshalb zum Teil auch Aufenthaltsgenehmigungen erhielten. Später kamen auch Juden aus Mitteleuropa und aus den von der Wehrmacht besetzten Nachbarstaaten Jugoslawien und Griechenland hinzu. Sarner schreibt von rund 400 bis 800 Flüchtlingen im Land, wobei einige wieder ausreisten und laufend neue hinzukamen.
Im April 1939 besetzten italienische Truppen Albanien. Italien setzte eine Marionettenregierung ein und verleibte den Balkanstaat ins italienische Königreich ein. Die Italiener, die von Albanien aus einen verlustreichen Krieg gegen Griechenland führten, kümmerten sich nicht groß um die Juden im Land. Juden konnten ihre Identität offen leben und auch Festtage begehen. Die Albaner wurden aufgefordert, Juden auszuweisen, was aber nicht geschah. Um die Italiener zufriedenzustellen, wurden zwar – wie schon vor der Invasion – einige antijüdische Gesetze erlassen. Die albanische Regierung setzte diese aber nicht um; und die Konsuln stellten zum Teil noch während Monaten Visa für Juden aus. Italiener halfen Juden auch, aus Lagern in Kosovo nach Albanien zu überführen, weil sie dort sicherer waren. Juden, die in einem Lager bei Kavaja lebten, konnten dieses problemlos verlassen, wenn sie es wollten.

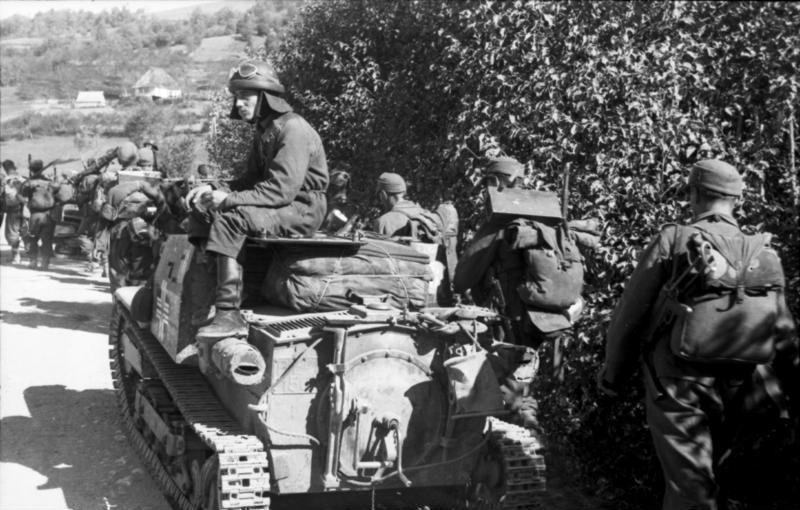
Zweiter Weltkrieg: Deutsche Soldaten der Wehrmacht in Albanien

Im September 1943, nach der Kapitulation Italiens, besetzte Deutschland Albanien. Die Lage für die Juden verschlechterte sich dadurch schnell. Es wurde ein Regentschaftsrat unter Mehdi Bej Frashëri eingesetzt. Der Wehrmacht fehlten die Ressourcen, um Albanien zu unterwerfen. Es galt, eine Invasion der Alliierten an der Küste zu verhindern und die Partisanen in Griff zu halten. Um die Bevölkerung zu gewinnen, wurde Albanien als eigenständiger Staat anerkannt, und die Wehrmacht verpflichtete sich gegenüber der neuen Regierung, sich nicht in die inneren Angelegenheiten einzumischen.
Die Nazis forderten Ende 1943 und 1944 Listen mit allen Juden in Albanien. Innenminister Xhafer Deva lehnte dies ab mit dem Hinweis, dass dies eine Einmischung in die inneren Angelegenheiten Albaniens sei. Die ausländischen Juden mussten in der Folge versteckt werden. Viele Albaner, darunter der Fotograf Refik Veseli aus Tirana, nahmen unbekannte Juden bei sich zu Hause auf, versorgten sie, besorgten gefälschte Papiere und albanische Kleider. Sie riskierten ihr Leben für die Fremden, aber konnten sie so retten. Zwar sympathisierten viele Albaner mit den Deutschen, die ihnen mehr Freiheiten ließen als die Italiener und das Land mit dem Kosovo vereint hatten. Aber selbst jene Albaner, die in Deutschland oder Österreich studiert hatten, waren kaum für die Nazi-Ideologie empfänglich. Die traditionelle albanische Gastfreundschaft wurde von allen Albanern über die Forderungen der Besatzer gestellt.
Zwei jüdische Familien wurden aus Albanien in Konzentrationslager deportiert – ein Teil von ihnen überlebte. Es gab ansonsten keine Transporte von Juden aus Albanien und auch keine Konzentrationslager in Albanien. Albanien war das einzige der von den Deutschen besetzten Länder, in dem am Ende des Kriegs mehr Juden als zu Beginn lebten. Dass so viele Flüchtlinge in Albanien den Holocaust überlebten, liegt sicherlich auch an der kurzen Dauer der deutschen Besetzung.
Im Kosovo, wohin viele Juden aus Jugoslawien geflüchtet waren, war es schwieriger, die Flüchtlinge zu schützen. Die albanische Regierung und das italienische Militär versuchten zwar, möglichst viele nach Albanien zu bringen, nachdem die Deutschen erste Juden erschossen hatten. Dies gelang aber nicht vollständig. Eine unbekannte Zahl von in Priština inhaftierten Personen, die vermutlich Juden waren, wurden von den Deutschen nach Belgrad gebracht und dort ermordet. Von der überwiegend aus (Kosovo-)Albanern bestehenden 21. Waffen-Gebirgs-Division der SS „Skanderbeg“ (albanische Nr. 1) wurden im April 1944 zudem 400 Juden aus albanischsprachigen Gebieten in Jugoslawien ins KZ Bergen-Belsen transportiert, von denen nur 100 den Krieg überlebt haben.
Einige albanische Juden kämpften als Partisanen gegen die faschistischen Besatzer.
Gelegentlich wird auch behauptet, dass Albert Einstein mit einem albanischen Pass über Albanien nach Amerika geflohen sei, was aber widerlegt worden ist. Versuche, den österreichischen Albanologen Norbert Jokl und seine bedeutende Bibliothek nach Albanien zu evakuieren, misslangen; er erhielt keine Ausreisegenehmigung, wurde in der Folge von der Gestapo in Wien verhaftet und starb nach seinem Abtransport in einem Konzentrationslager.

### Kommunismus und Auswanderung
Nach dem Abzug der Deutschen im November 1944 übernahmen die Kommunisten die Macht in Albanien. Die meisten Flüchtlinge wanderten bald nach der Befreiung aus. Juden, die nach 1949 nach Israel auswandern wollten, wurde die Ausreise verweigert. Für die Nachkriegszeit wird eine jüdische Bevölkerung von 200 bis 300 Personen angegeben.
Die Sozialistische Volksrepublik Albanien erklärte sich 1967 zum atheistischen Staat und verbot jede Religionsausübung – die Juden waren davon genauso betroffen wie die Angehörigen aller anderen Religionen. Dieses Verbot wurde erst Ende 1990 wieder aufgehoben.
Der jüdische Friedhof in Vlora wurde bis 1965 genutzt. Anderswo wurden Juden auf muslimischen Friedhöfen bestattet. Nach dem Religionsverbot heirateten viele Juden Partner von anderen Religionen; rund die Hälfte der Eheschließungen waren religiös gemischt. 1990 lebten 60 Juden in Vlora. Viele Juden waren mit der Zeit nach Tirana gezogen, wo es bessere Ausbildungsmöglichkeiten gab.
1991, nachdem das kommunistische System zusammengebrochen war, nutzten fast alle Juden Albaniens die Möglichkeit, nach Israel zu übersiedeln. Nur wenige Juden aus durchmischten Familien blieben zurück. Zwei Familien kehrten wenige Jahre später zurück.

## Gegenwart

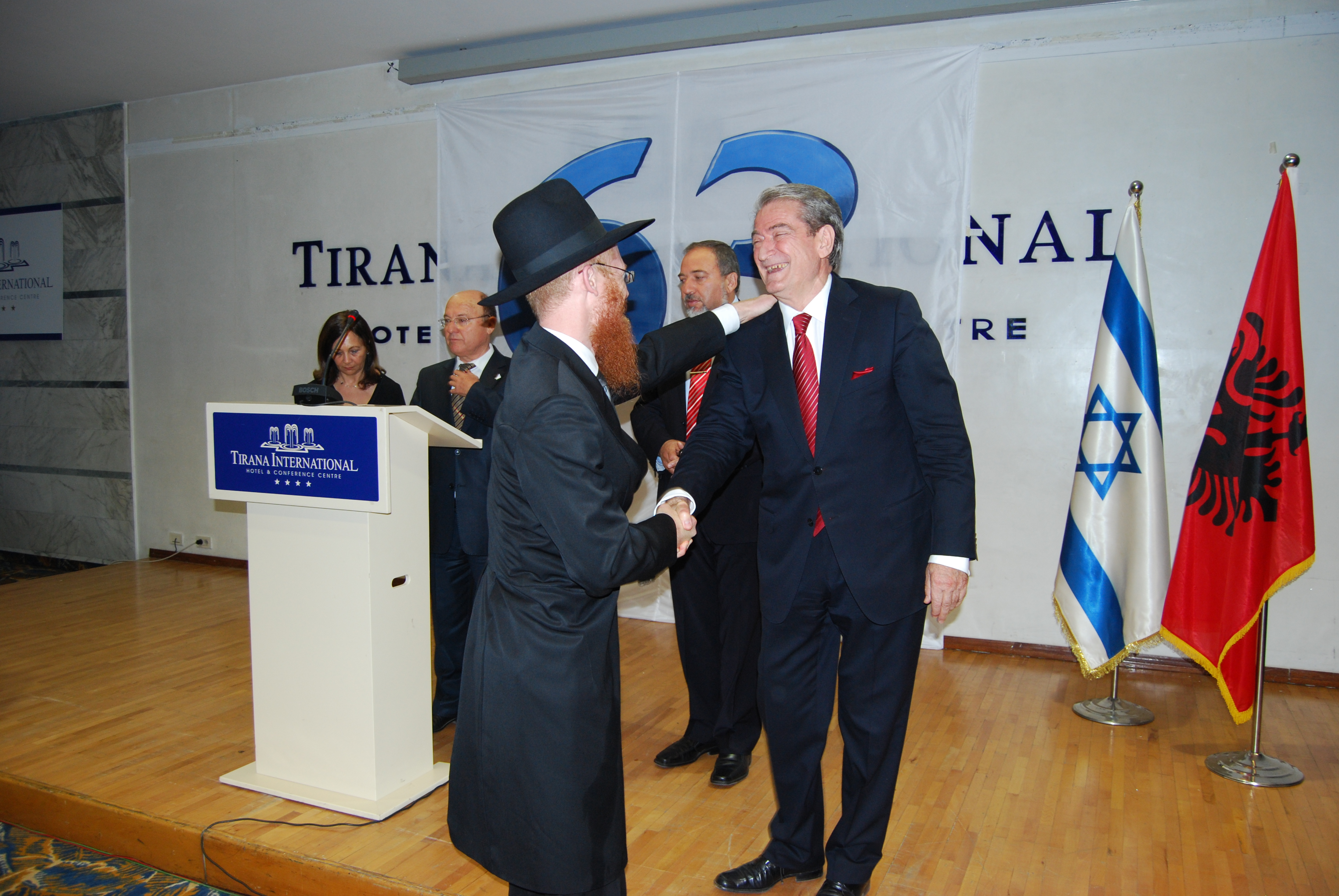
Premierminister Sali Berisha mit Rabbi Yoel Kaplan bei einem Empfang in Tirana

Die jüdische Glaubensgemeinschaft hat rund 50 bis 150 Mitglieder. Es gibt aktuell (2015) in Albanien keine offizielle jüdische Gemeinde. Koscheres Essen ist nicht erhältlich.
In Tirana waren 2010 eine Synagoge und ein jüdisches Zentrum eröffnet worden. Ein zuständiger Rabbi kam aus Thessaloniki. Die Synagoge wurde nach Meinungsverschiedenheiten in Folge der Ernennung des Rabbiners Yoel Kaplan, von und durch die Chabad-Bewegung, durch die Regierung aber bald wieder geschlossen.
2012 eröffnete der Staat Israel in Tirana eine Botschaft. 2017 wurde die albanische Gemeinschaft Mitglied des World Jewish Congress.
In Berat wurde Ende 2019 das Solomon-Museum, ein kleines Privatmuseum zu den Juden in Albanien, wiedereröffnet. Die im Jahr zuvor eröffnete Ausstellung hatte bald wieder geschlossen werden müssen, nachdem der Initiator Simon Vrusho verstorben war. Vrusho hatte ein Buch über die Geschichte der Juden in Berat verfasst.

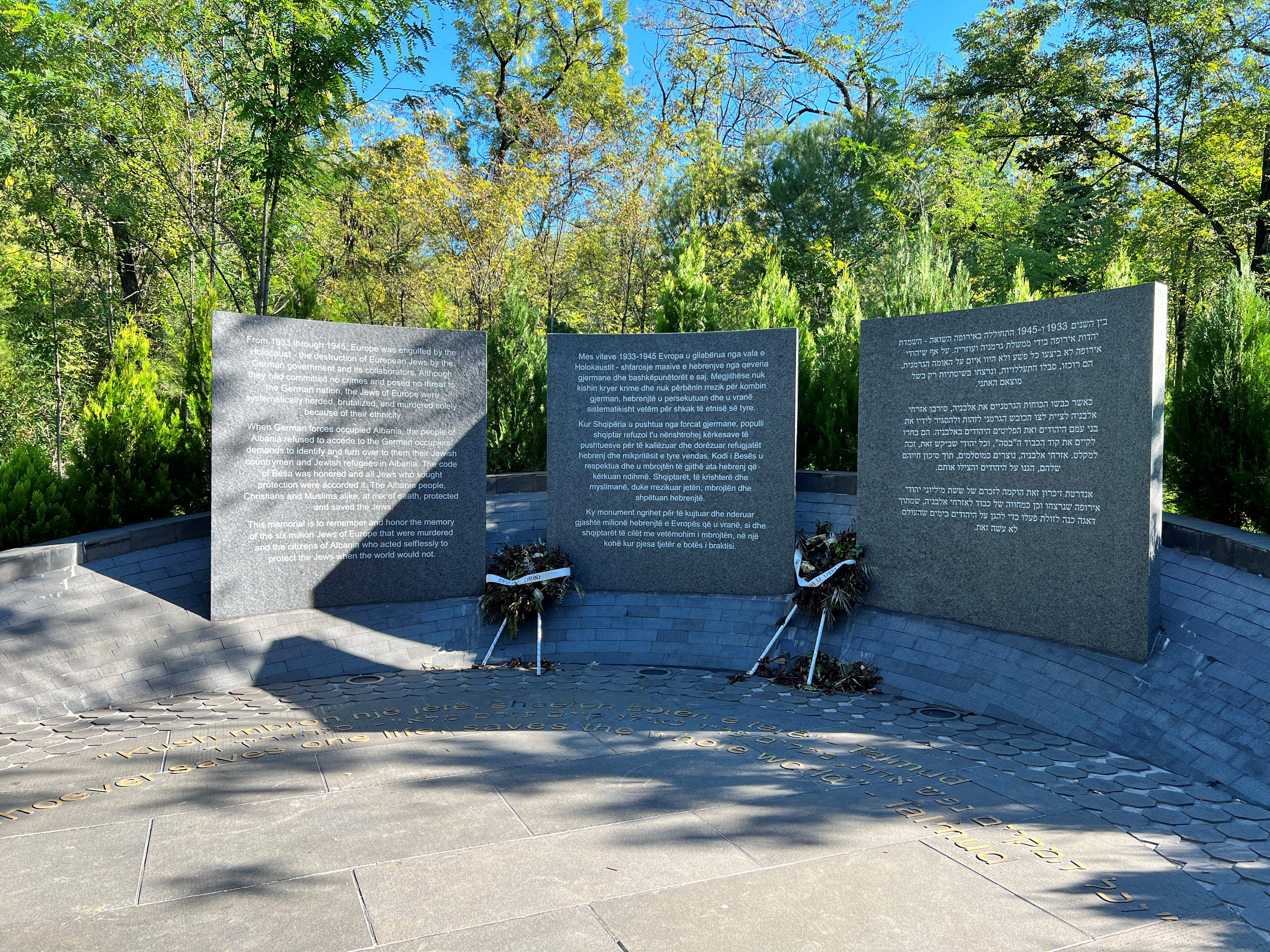
Holocaust-Denkmal von 2020 im Großen Park von Tirana

Im Großen Park von Tirana wurde 2020 – in Anwesenheit von Premierminister Edi Rama, des israelischen Botschafters und Vertretern aller Religionen – ein Denkmal enthüllt, das der Ereignisse während des Zweiten Weltkriegs gedenkt.

## Albanische „Gerechte unter den Völkern“

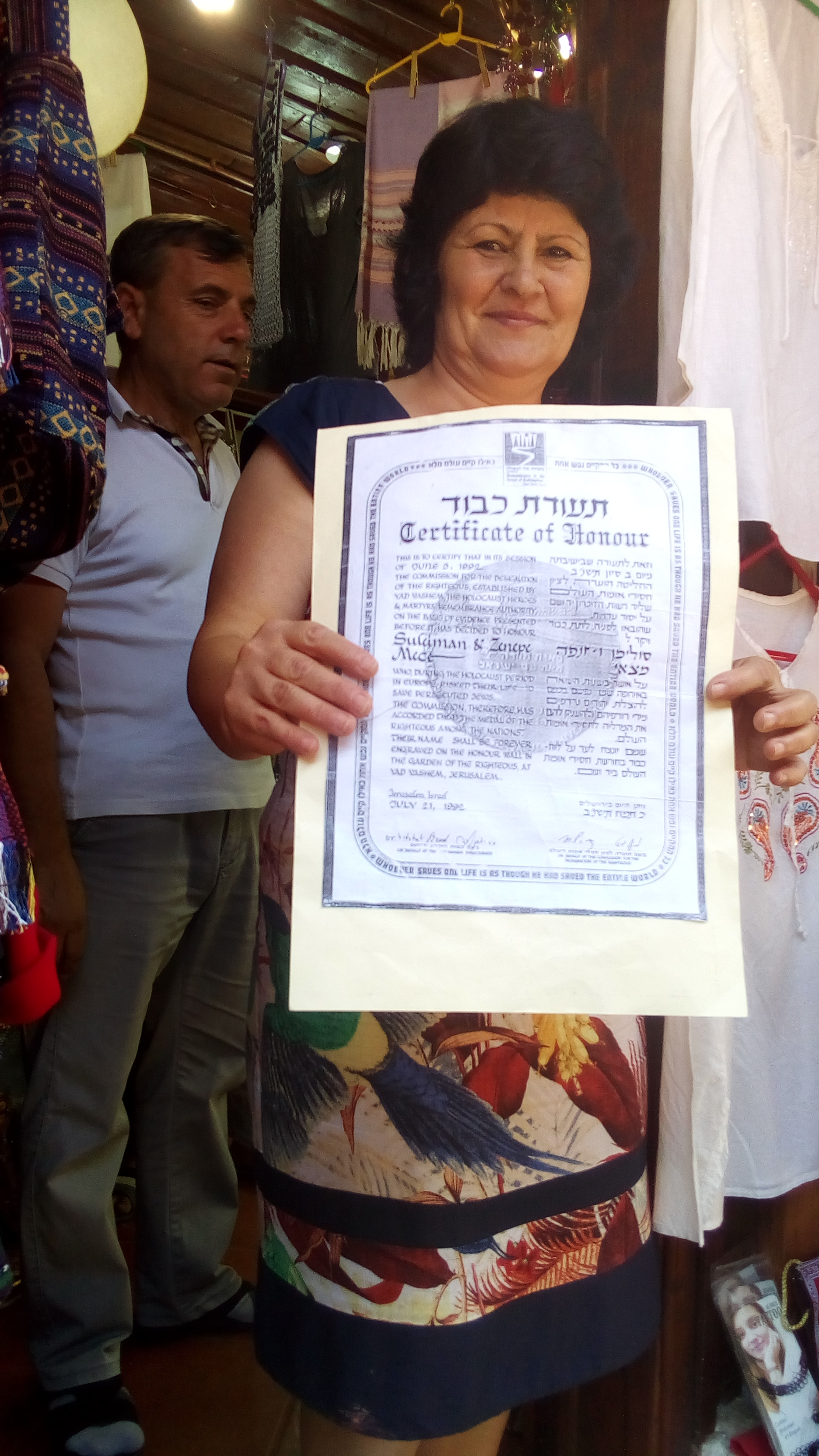
Eine Frau im Bazar von Kruja zeigt ein Zertifikat für Gerechte unter den Völkern

Siehe Hauptartikel Liste der Gerechten unter den Völkern aus Albanien
75 Albanerinnen und Albaner wurden bisher von Israel als Gerechter unter den Völkern ausgezeichnet. Dieser Titel wird nichtjüdischen Personen verliehen, die ihr Leben dafür eingesetzt haben, um Juden vor dem Holocaust zu retten.
1993 wurden die „Gerechten unter den Völkern“ aus Albanien für eine Woche nach Israel eingeladen.

## Prominente Juden
- Action Bronson (* 1983), bürgerlich Arian Asllani, Rapper albanischer Abstammung
- Alexander Moissi (1879–1935), auf Albanisch Aleksander Moisiu, Schauspieler[20]
- Robert Shvarc (1932–2003; deutsche Schreibweise: Robert Schwartz), albanisch-deutscher Übersetzer, 1995 ausgezeichnet mit dem Verdienstkreuz am Bande

Der selbsterklärte Messias Schabbtai Zvi wurde 1672 nach Albanien ins Exil geschickt. Er verstarb 1676 in Ulcinj, in Fterra oder in Berat, wo er am Ufer des Osum beerdigt worden sein soll. Das Grab Varri i Çifutit bei Berat ist ein Pilgerort der Bektaschiten.